# Иезекииль (Кефалас)
Митрополит Иезекии́ль (греч. Μητροπολίτης Ιεζεκιήλ в миру фамилия — Кефала́с греч. Κεφαλάς; род. 25 декабря 1938, Акритас) — архиерей Константинопольской православной церкви, епископ Дервский, викарий Австралийской архиепископии с 1977 года по 2021 год. С 30 августа 2021 года — титулярный митрополит Дервский.

## Биография
Родился 25 декабря 1938 года в городе Акритас, нома Килкис, в Греции. В 1962 году получил степень доктора богословия в Халкинской богословской школе.
1 июля 1962 года в Свято-Троицком храме Халкинской богословской школы был хиротонисан во диакона, а 24 сентября 1962 года в Сиднее — в сан пресвитера.
С 1962 по 1963 год — настоятель греческого прихода в Даббо (Австралия).
С 1963 по 1977 год — настоятель греческого прихода в Белморе, близ Сиднея.
20 марта 1977 года в Дерби был хиротонисан во епископа Дервского, викария Австралийской архиепископии.
С 1977 года проживал и служил в Перте, с 1980 года — в Аделаиде, с 1984 года — в Мельбурне.